# Péninsule de Cheleken
Cheleken (en russe : Челекен полуостров) est une péninsule située à l'ouest du Turkménistan, sur la rive est de la mer Caspienne.
La ville de Hazar, anciennement appelée Cheleken, est située à l'ouest de la péninsule.

## Géographie
La péninsule mesure environ 44 km de long sur 22 km de large. Elle est bordée par la mer Caspienne à l'ouest, et par la baie de Türkmenbaşy au nord. Le climat est de type continental sec.
Historiquement, la péninsule était une île. Elle apparaît ainsi sur une carte datée de 1715. Elle a été rattachée au continent après 1937.
Des réserves de pétrole ont été identifiées dans la zone, qui fait face au champ pétrolifère de Bakou.

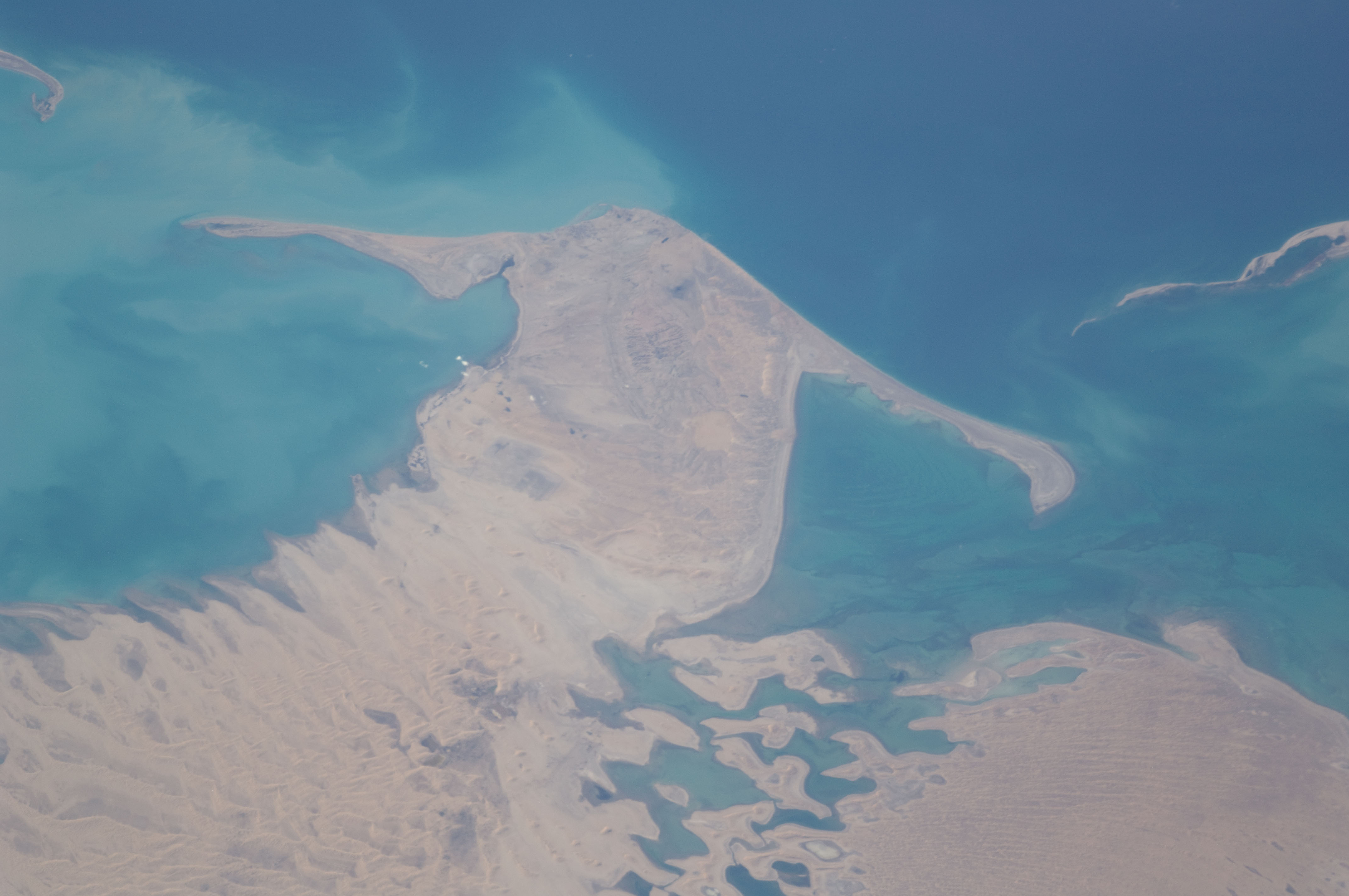
Vue de la péninsule depuis l'ISS.